# Morelinho (São Martinho)
Morelinho é uma localidade da freguesia de São Martinho, concelho de Sintra. Segundo censo de 2011, havia 392 residentes.